# Galezi
Galezii (galeză Cymry, engleză Welsh, latină cambrianus) sunt o națiune și un popor celtic, locuitori nativi ai Țării Galilor aflată în componența Marii Britanii, fiind una dintre cele patru țări ale Regatului Unit. Aceștia sunt vorbitori nativi ai limbii galeze, o limbă celtică înrudită cu alte astfel de limbi cum ar fi irlandeza și scoțiana.  
În antichitate, galezii se numeau Cymru (din galeză compatrioți), după regiunea istorică Cumbria, din nord-vestul Angliei. În timp, termenul cymru s-a schimbat în cel folosit în ziua de azi, și anume cymry. Ca popor celtic, galezii s-au separat de britoni, un alt popor celtic, care anterior a populat teritoriul Marii Britanii moderne. Cea mai apropiată limbă de galeză a fost cumbrica, probabil vorbită de un grup etnic strâns înrudit de galezi.
Galeza face parte din familia limbilor celtice insulare. Aceasta este vorbită în mare parte din Țara Galilor, cu toate că predecesoarea sa, britonica, era vorbită în aproape întreaga insulă a Marii Britanii. Înaintea secolului XX, cea ai mare parte a locuitorilor Țării Galilor vorbeau numai galeza, puțini știind să vorbească și engleza. Galeza rămâne în continuare limba predominantă în unele părți ale Țării Galilor, în special în nordul și vestul țării, în timp ce engleza rămâne predominantă în sudul țării. Mulți galezi, chiar și în regiunile în care engleza este predominantă, sunt fluenți sau bilingvi în galeză, sau cel puțin capabil să înțeleagă limba, sau chiar să poarte o conversație în aceasta. Cu toate că limba galeză și predecesoarele sale au fost vorbite în cea mai mare parte a ceea ce este acum Țara Galilor cu mult înainte de invazia romană a regiunii, istoricul John Davies susține că originile unei "națiuni galeze" se pot găsi la sfârșitul secolului al IV-lea și până la începutul secolului al V-lea, la sfârșitul conducerii romane în Britania. Termenul de "galezi" se poate atribui și locuitorilor Țării Galilor, dar și celor de etnie galeză, care vorbesc limba și urmează cultura galeză.
În 2016, o analiză a geografiei numelor de familie galeze întocmită de guvernul Țării Galilor a demonstrat că 718,000 de persoane (aproape 35% din populația galeză), are un nume de familie de origine galeză. În restul regatului cei cu nume de familie galeze reprezintă 5.3% din populație, în Noua Zeelandă 4.7%, în Australia 4.1%, iar în SUA 3.8%, aproximativ 16.3 milioane de indivizi din toate țările studiate fiind de origine galeză cel puțin parțială. În prezent, mai bine de 300.000 de cetățeni ai Londrei sunt de origine galeză.

## Terminologie
În engleză, numele de "Welsh" și "Wales" (în română "galez", respectiv "Țara Galilor") provin din vechiul cuvânt anglo-saxon wealh, descendent din cuvântul proto-germanic "Walhaz", derivat din numele galilor, cunoscuți de către romani drept Volci, care treptat a ajuns să fie folosit pentru a-i numi pe toți cetățenii Imperiului Roman de Apus. Anglo-saxoniii vorbitori de engleză veche au ajuns să folosească termenul pentru a se referi în special la britoni. Cu timpul teritoriile britonilor s-au micșorat, motiv pentru care termenul a ajuns să fie folosit pentru un grup mai mic de oameni, iar forma de plural al lui "Wealh", "Wēalas", a ajuns să fie folosit pentru denumirea teritoriilor populate de aceștia: Țara Galilor (engleză: Wales). Numele actuale ale mai multor regiuni și popoare vorbitoare de limbi romanice (ex: Valonia, Valahia, Valais, Vlahi și Włochy, numele Italiei în poloneză), au o etimologie similară.
Actualul nume pe care ș-il folosesc galezii este "Cymry", în timp ce "Cymru" este numele modern pentru Țara Galilor. Aceste cuvinte (ambele fiind pronunțate camri) provin din cuvântul britonic "combrogi", însemnând "compatrioți". Astfel, aceștia se referă la "ținutul compatrioților" sau "țara noastră", asociindu-le denumirea cu fraternitatea. Folosirea cuvântului Cymry ca o autodenumire provine din relația postromană dintre galezi și popoarele vorbitoare de britonă din Anglia de nord și Scoția de sud (regiunea denumită "Yr Hen Ogledd", adică "Vechiul Nord"). Cuvântul a ajuns să fie folosit ca o autodescriere cel mai probabil înainte de secolul al VII-lea. Acesta este găit într-un poem care îl preamărește pe regele Cadwallon ap Cadfan (numit Moliant Cadwallon , scris de Afan Ferddig undeva în jurul anului 633).
În literatura galeză, cuvântul Cymry a fost folosit în timpul Evului Mediu pentru a-i numi pe galezi, cu toate că termenul mai vechi Brythoniaid a continuat să fie folosit pentru a descrie popoarele britonice (incluzându-i și pe galezi) până în jurul anului 1100. Din acel moment Cymry a devenit denumirea galezilor. Până în 1560 cuvântul era scris și Kymry, necontând dacă era folosit cu referire la etnie sau la teritoriul lor.

## Istorie

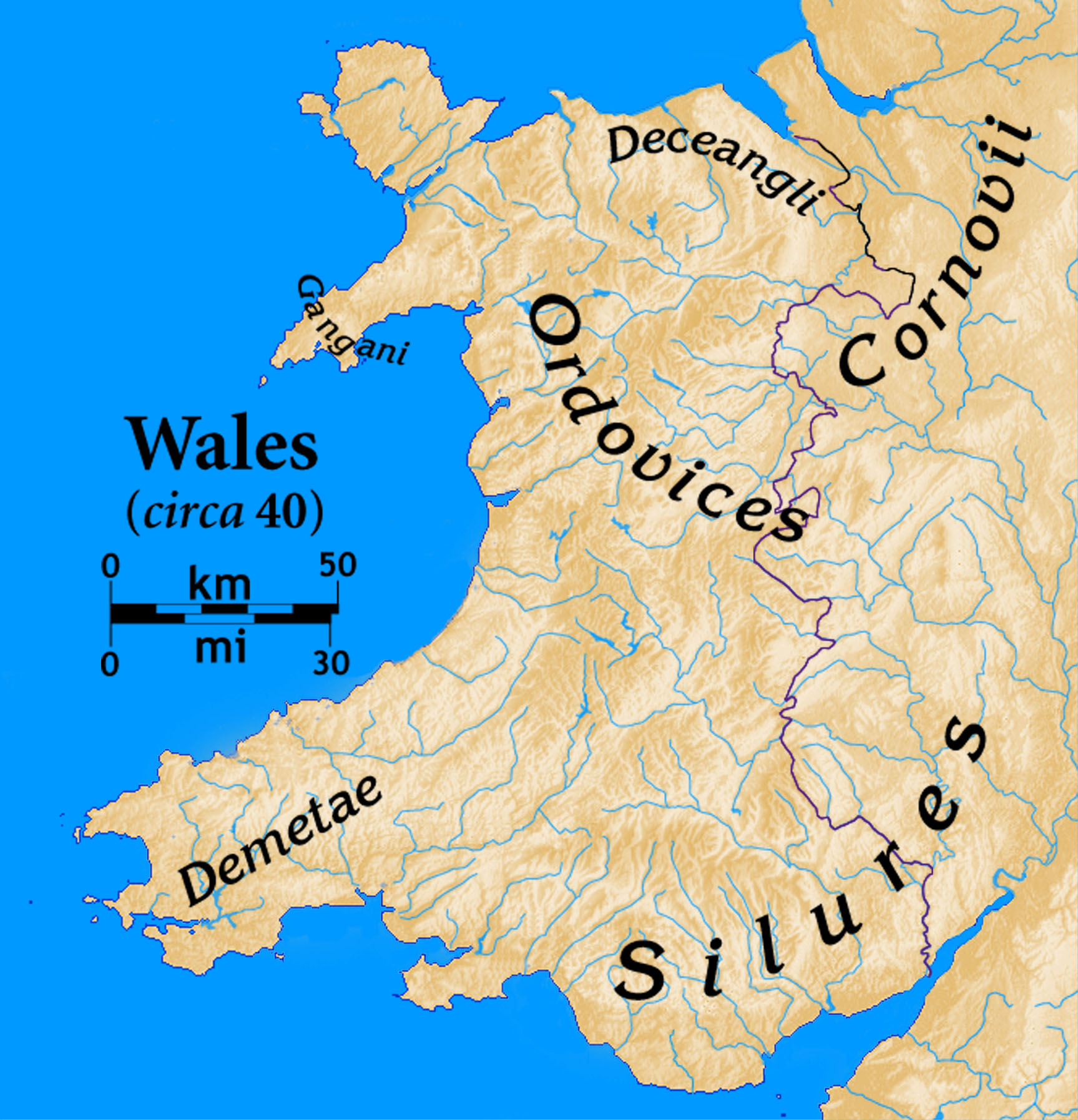
Triburile pre-romane din Țara Galilor. În hartă pot fi identificate teritoriile demeților, silurilor, ordovicilor, deceanglilor, și ganganilor.

Se crede cu tărie faptul că Țara Galilor este regiunea cu cea mai veche populație din întregile Insule Britanice. Genetica dovedește prezența strămoșilor galezilor moderni încă din vremea mileniului al X-lea î.Hr., adică în jurul ultimei glaciațiuni.
În timpul Angliei romane, Roma Antică a dat peste numeroase triburi din regiunea Țării Galilor. printre acestea se numără și odrovicii, ganganii, demeții, silurii și deceanglii (toți numiți chiar de către romani). Aceste triburi nu erau cu mult diferite față de restul locuitorilor Angliei de sud: toți erau britoni, vorbeau limba britonă din familia limbilor britonice de origine celtică. Cel mai probabil aceste triburi au început să se desprindă de britoni undeva în jurul mileniului I î.Hr.. Limba și cultura celtică par să fi ajuns în Insulele Britanice în timpul Epocii Fierului, cu toate că unii arheologi susțin că nu există dovezi care să arate existența unor migrații pe scara largă în timpul Epocii Fierului Britanice. De asemenea, se mai crede și că limbile indo-europene au fost introduse în zona insulelor britanice în neolitic (ori poate chiar mai devreme), limbile  goidelică și britonică dezvoltându-se în același timp.

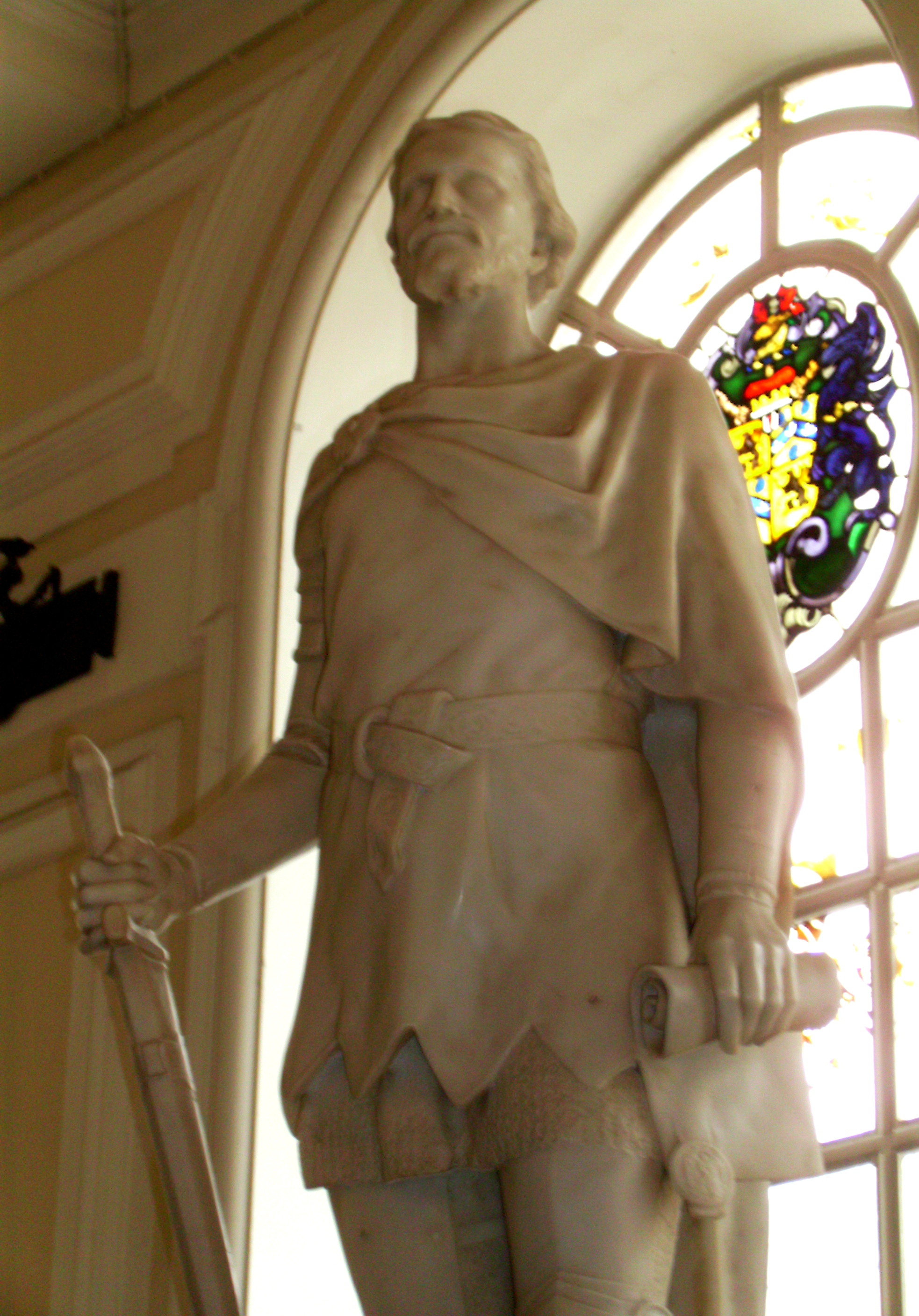

Toate aceste triburi au fost eventual cucerite de către romani ca urmare a muncii depuse de guvernatorii Britaniei Romane de pe atunci, cum ar fi Publius Ostorius Scapula și Gnaeus Julius Agricola, teritoriul lor fiind efectiv anexat de către Imperiul Roman între anii 48 și 78. Regiunea actuală a Țării Galilor s-a aflat sub controlul Imperiului Roman până la ruperea acestuia, când Britania a fost preluată de Imperiul Roman de Apus. Britania a fost componentă a lumii romane până în anul 410, când împăratul Honorius și-a trimis scrisorile diplomatice (Rescript) magistraților romano-britanici, în care explică faptul că orașele din Britania vor trebui să se apere singure în fața anglilor, iuților și a saxonilor. Astfel se termină lunga perioadă de stăpânire romană asupra Britaniei. Pe lângă asta, legiunile romane vor fi mutate din Țara Galilor și duse în alte părți ale insulei (în mare parte în east) pentru a putea ajuta în lupta împotriva barbarilor invadatori, luând astfel cea mai mare parte a armatei din regiune, aceasta fiind un factor semnificativ pentru procesul romanizării.
Chiar și după plecarea armatei, zona populată de triburile galeze cucerite a fost drastic schimbată de către romani, fiind mai bine urbanizată și infrastructurată. Limba latină, asemenea tuturor celorlalte regiuni ale Imperiului Roman, a rămas limba oficială a administrației în zonă, care a cunoscut numeroase valuri de migrații din partea coloniștilor latini. Cultura zonei și-a pierdut o parte din caracterul său celtic, fiind înlocuită de cel latin. Triburile cucerite și-au pierdut treptat identitățile individuale, omogenizându-se într-un singur grup locuitor al regiunii, care probabil a contribuit la construirea identității etnice galeze.
După exodul administrației romane din Britania fosta provincie romană s-a spart rapid în numeroase state și regate care au purtat numeroase războaie între ele pentru a dobândi putere asupra Marii Britanii. Țara Galilor nu a fost o excepție de la această situație, având numeroase entități politice pe teritoriul ei, printre care s-au numărat și Dyfed, Gwynedd, Powys, și Defeubarth. Majoritatea acestor regate erau populate de britonii ușor romanizați lăsați în urmă de către romani. Nu după multă vreme majoritatea acestor state se vor converti la Creștinism, formând Biserica Celtică. Toate regatele din Țara Galilor se vor confrunta cu pericole externe, cum ar fi irlandezii (care au profitat de haosul intern cauzat de retragerea romană pentru a încerca să colonizeze părți din Țara Galilor) și triburile germanice (care cucereau teritorii în est). Irlandezii au reușit să ia sub stăpânire sud-vestul pământurilor galeze, însă coloniile acestora nu au ținut mult, galezii reușind să își ia înapoi teritoriile.
În 577 celții din Britania au fost înfrânți de către anglo-saxoni din Wessex în bătălia de la Deorham, ducând granița până la canalul Bristol. Mai târziu, în 616, Northumbria a fost înfrântă de către anglo-saxoni, care l-au adus la putere pe Edwin al Northumbriei. În același an Northumbria intră în conflict cu galezii, culminând în bătălia de la Chester, o mare victorie pentru anglo-saxoni. În timp regatele galeze au pierdut teritorii și în Cornwall și Cumbria. Toate aceste pericole externe i-au unit în timp pe galezii de pretutindeni împotriva unei cauze comune. Această consolidare etnică și națională a dus, cel mai probabil, și la formarea unei limbi și culturi galeze unice și comune pentru toate regatele. Galezii au fost descriși în detaliu pentru prima dată în secolul al XII-lea de către Giraldus Cambrensis.
În 1282, în urma unui atac provocat de către Dafydd ap Gruffydd, fratele Prințului de Wales Llywelyn ap Gruffudd, asupra unui castel englez Țara Galilor este atacată, înfrântă și anexată Angliei condusă de Eduard I. De atunci și până în ziua de azi Țara Galilor nu a mai fost niciodată independentă.

## Identitatea curentă

### Recensământul din 2001
Nu se cunoaște exact câți dintre locuitorii Țării Galilor se considerau ca fiind etnic galezi în anul 2001, deoarece recensământul din acel an nu a avut "galez" ca o opțiune. Ca urmare, cetățeni au fost nevoiți să bifeze căsuța "alți". 96% din populația regiunii s-au declarat ca fiind "britanici albi".

### Recensământul din 2011
Înaintea recensământului din Regatul Unit din 2011, Biroul Statisticilor Naționale (ONC) a lansat un exercițiu de consultare pentru census. Acesta a primit rezultate de la 28 de organizații diferite din Țara Galilor, o mare parte dintre acestea referindu-se la etnia galeză, la limba galeză, și la identitatea acestora.
Pentru prima dată în istoria recensămintelor britanice, recensământul din 2011 le-a dat oportunitatea locuitorilor de a își alege identitatea între galezi sau englezi. O probă a recensământului a fost susținută pe insula galeză Anglesey, datorită caracterului său rural și numărului mare de vorbitori de limba galeză.
Recensământul, publicat pe 27 martie 2011, a pus câteva întrebări despre naționalitate și identitatea națională, incluzând "Care este țara ta natală?" (Țara Galilor a fost una dintre opțiuni), "Cum ți-ai descrie identitatea națională?" (prima dată când "galez" și "englez" au fost incluse), "Care este grupul tău etnic?" (galez, englez, scoțian, irlandez, britanic) și "Poți înțelege, vorbi, citi sau scrie în galeză?".
Rezultatele recensământului au fost vast în favoarea galezilor. 66% (2 milioane) din populația Țării Galilor se considera galeză din punct de vedere a identității naționale (fie fiind complet sau având și origini străine). Doar mai puțin de 17% se considerau britanici.

### Studii
Un studiu publicat în 2001 de către Centre for Research into Elections and Social Trends at Oxford University pe un grup de 1161 de galezi a descoperit că 14,6% din galezi se consideră britanici, 8,3% se consideră mai mult britanici decât galezi, 39% se vedeau în mod egal și britanici și galezi, 20,2% se vedeau mai mult galezi decât britanici, iar 17,9% se credeau galezi.

### În prezent
Populația Țării Galilor a ajuns să se dubleze de la 587,000 în 1801 la 1,163,000 în 1851, ajungând apoi la 2,421,000 în 1911. Cea mai mare creștere a fost prezentă în districtele minelor de cărbuni, în special în Glamorgan de la 71,000 în 1801 la 232,000 în 1851 și până la 1,122,000 în 1911.

## Religie
Cei mai mulți credincioși galezi sunt parte a bisericii galeze sau a altor biserici sau culte creștine, cum ar fi Biserica Presbiteriană din Țara Galilor (parte a Bisericii Presbiteriene), protestantism, Biserica Catolică, sau chiar Biserica Ortodoxă Rusă. Galezii au o lungă tradiție nonconformistă și metodistă. Unii galezi sunt credincioși altor religii, cum ar fi budismul, hinduismul, iudaismul, sikhismul și islamul, aceste religii nefiind însă la fel de răpândite ca și creștinismul.
Recensământul din 2001 arată că mai puțin de 10% din populația galeză frecventa biserica (un procent puțin mai mic decât în Anglia sau Scoția), în timp ce aproape 72% din populație se consideră creștină. Iudaismul are o istorie destul de lungă printre galezi. Orașul Swansea, de exemplu, prezintă o comunitate de evrei încă din 1730. În august 1911, în timpul unei perioade de instabilitate socială, magazinele evreilor din regiunea câmpurilor de cărbuni sudice au fost distruse de localnici. Din acele vremuri numărul evreilor din zoneă, care și-au atins vârful în 1913 (între 4,000 și 5,000), a început să scadă. Doar Cardiff a păstrat o populație de evrei mai mare, de aproximativ 2000 în 2001. Cea mai mare religie din Țara Galilor în afară de creștinism este islamul, ajuns în Țara Galilor în secolul XIX, cu aproximativ 22,000 de membrii în 2001, având 40 de moschei, prima dintre ele fiind Centrul Al-Manar din Cardiff. Budismul și Hindusimnul au fiecare aproximativ câte 5,000 de urmași în Țara Galilor, Ceredigion fiind centrul budismului galez. În 2001, aproape 7,000 de oameni s-au declarat ca fiind parte dintr-o "altă religie", inculzând o formă modernă de druidism, care a fost religia celților (și respectiv a galezilor) înainte de creștinizarea acestora. Aproape o șesime din populație, 500,000 de oameni, nu urmează nici o religie. 
Printre galezi foarte populare sunt legendele despre regele Arthur și Merlin, în acestea fiind menționat pentru prima dată simbolul național al Țării Galilor, Dragonul roșu (în galeză - Y Ddraig Goch) pe steagul (alb-verde).

## Limbă

Vorbitorii limbii galeze din Țara Galilor

Limba galeză, sau Cymraeg, face parte din grupul britonic al familiei limbilor celtice insulare, o ramură a limbilor celtice. Aceasta este răspândită mai cu seamă în Țara Galilor, dar și în Chubut (Patagonia, Argentina), unde de-a lungul secolelor XIX și XX s-au stabilit un număr important de coloniști galezi. Predecesoarea galezei, britonica, a fost vorbită în cea mai mare parte a ceea ce este acum Marea Britanie. Înainte de secolul XX, foarte mulți galezi își vorbeau numai limba natală, puțini fiind fluenți în limba engleză. Galeza încă rămâne limba predominantă în părți din Țara Galilor, în special în nord și în vest. 
Conform recensământului din 2001 numărul vorbitorilor de limbă galeză a început să crească pentru prima dată în 100 de ani cu 20,8% din populație (o creștere de 2,1% față de recensământul din 1991), adică în jur de 582,368 de locuitori galezi vorbitori uzuali și fluenți de galeză. În plus, 28% din întreaga populație a Țării Galilor pretindea că cel puțin înțelege galeza. Recensământul a arătat că această creștere a fost mai vizibilă în zonele urbane, cum ar fi Cardiff (cu o creștere de la 6,6% în 1991 la 10,9% în 2001) și Rhondda Cynon Taff (cu o creștere de la 9% în 1991 la 12,3% în 2001). În același timp procentul de vorbitori de galeză a scăzut în Gwynedd (de la 72,1% în 1991 la 68,7% în 2001) și în Ceredigion (de la 59,1% în 1991 la 51,8% în 2001). Cea mai mare fluctuația a fost în Ceredigion, cu o creștere de 19,5% de rezidenți noi din 1991.
Scăderea numărului de vorbitori de galeză în zonele rurale se atribuie numărului mare de vorbitori de engleză sau străini care se mută de la oraș la sat, estompând astfel identitatea galeză. În jur de o treime din toate gospodăriile din Gwynedd sunt deținute de străini veniți în Țara Galilor. O mare parte din acești străini nu se gândesc să învețe limba, ceea ce este o problemă la nivelul întregului Regatului Unit.
Cu toate acestea, o foarte mică parte din populația Țării Galilor vorbește numai galeză, aproape toți locuitorii vorbind și galeză, dar și engleză. O mare parte dintre aceștia se simt mai comfortabil exprimandu-se în limba maternă în loc de engleză (în special în zonele central-vestice ale Țării Galilor, vezi harta alăturată). Engleza este încă vast folosită în zonele din sudul și sud-estul teritoriului galez și în special în zonele urbanizate, fiind o limbă oficială a țării. Datorită populației bilingve, engleza vorbită în Țara Galilor a căpătat o influență galeză puternică, creându-se astfel noi dialecte dominate de cuvinte galeze și accente celtice. 
Datorită unei creșteri a folosinței limbii galeze în grădinițe și creșe, studiile recente arată o inversare a declinului vorbitorilor de galeză din ultimele decenii: în prezent există mai mulți vorbitori de galeză mai tineri de cinci ani decât există mai bătrâni de șaizeci de ani. Pentru mulți tineri din Țara Galilor, vorbirea limbii galeze este cheia către locuri de muncă mai bune, fact dovedit de către studiile făcute de către Consiliul Limbii Galeze și Careers Wales. Guvernul galez a identificat mass-media ca fiind una dintre cele șase zone de interest public care o să experimenteze o mai mare folosință a limbii galeze, aceasta fiind a treia cea mai mare sursă de profit din Țara Galilor. 
Cu toate că limba galeză este o limbă minoritară și, consecutiv, pusă în pericol de către dominanța limbii engleze, suportul pentru aceasta a crescut în a doua jumătate a secolului XX, împreună cu ascensiunea naționalismului galez sub forma a numeroase partide politice, cum ar fi Plaid Cymru și Societatea Limbii Galeze (Cymdeithas yr Iaith Gymraeg). Galeza este folosită în bilingva Adunare Națională a Țării Galilor, cealaltă limbă folosită de adunare fiind engleza, bineînțeles. Efortul și încercarea de a readuce în prim-plan limba galeză și de a traduce toate documentele oficiale, semnele, lucrările și multe altele din engleză în galeză s-au dovedit a fi foarte controversate în ochii publicului, în parte și datorită consturilor alocate. În trecut parlamentul Regatului Unit nu permitea folosirea limbii galeze în administrația publică, engleza fiind singura limbă pe care reprezentanții adunării erau permiși să o folosească. În 2017, guvernul englez a fost de acord să susțină folosirea limbii galeze în Marele Comitet Galez, dar nu și în dezbaterile parlamentare din afara acestuia. În 2018 galeza a fost folosită în comitet pentru prima oară de la înființarea acestuia.
Galeza ca o limba maternă este mai concentrată în zonele mai slab urbanizate din nord și din vest a Țării Galilor, în special în Gwynedd, Denbighshire, Powys, Insula Anglesey, Carmarthenshire, Pembrokeshire, Ceredigion și Glamorgan (cu toate că vorbitori nativi de galeză se pot găsi pe întreg teritoriul țării). Cu toate acestea, Cardiff a devenit casa uneia dintre cele mai mari comunități vorbitoare a limbii galeze (vorbitori proveniți și din afara orașului, dar și nativi ai acestuia) datorită centralizării și concentrării resurselor și organizațiilor în capitală.
Pentru unii galezi, vorbitul limbii lor materne este o parte importantă a identității lor naționale. Părți ale culturii galeze sunt puternic conectate de limba galeză (printre care tradiția Eisteddfod, poezia galeză, muzica și dansurile lor tradiționale, etc). Cu toate acestea, dat fiind secolele pe care Țara Galilor le-a petrecut ca parte a Regatului Unit, galezi au fost nevoiți să se adapteze ușor noii administrații, preluând astfel limba engleză și adaptându-și obiceiurile la aceasta (cum ar fi poezia, Țara Galilor având un vast rol în poeziile din limba engleză). 
Galeza patagoniană (Cymraeg y Wladfa) este un dialect al limbii galeze vorbit în Y Wladfa, în regiunea Patagonia din Argentina.

## Cultura

Dragonul roșu galez

Cu toate că Țara Galilor este o țară componentă a Marii Britanii, locuitorii săi au o cultură distinctă față de cea a englezilor, printre care o limbă diferită, tradiții și obiceiuri originale, politici proprii, sărbători, muzică, etc. Cel mai comun simbol reprezentativ al galezilor este dragonul roșu galez.
Cu toate că galezii împărtășesc multe tradiții și obiceiuri cu alte nații din Regatul Unit, aceștia au și o cultură distinctă. Din secolul XIX și până acum Țara Galilor și-a căpătat numele de "Ținutul muzicii", în parte datorită tradiției eisteddfod, care constă în numeroase festivale muzicale anuale, unele fiind organizate chiar de către stat. 

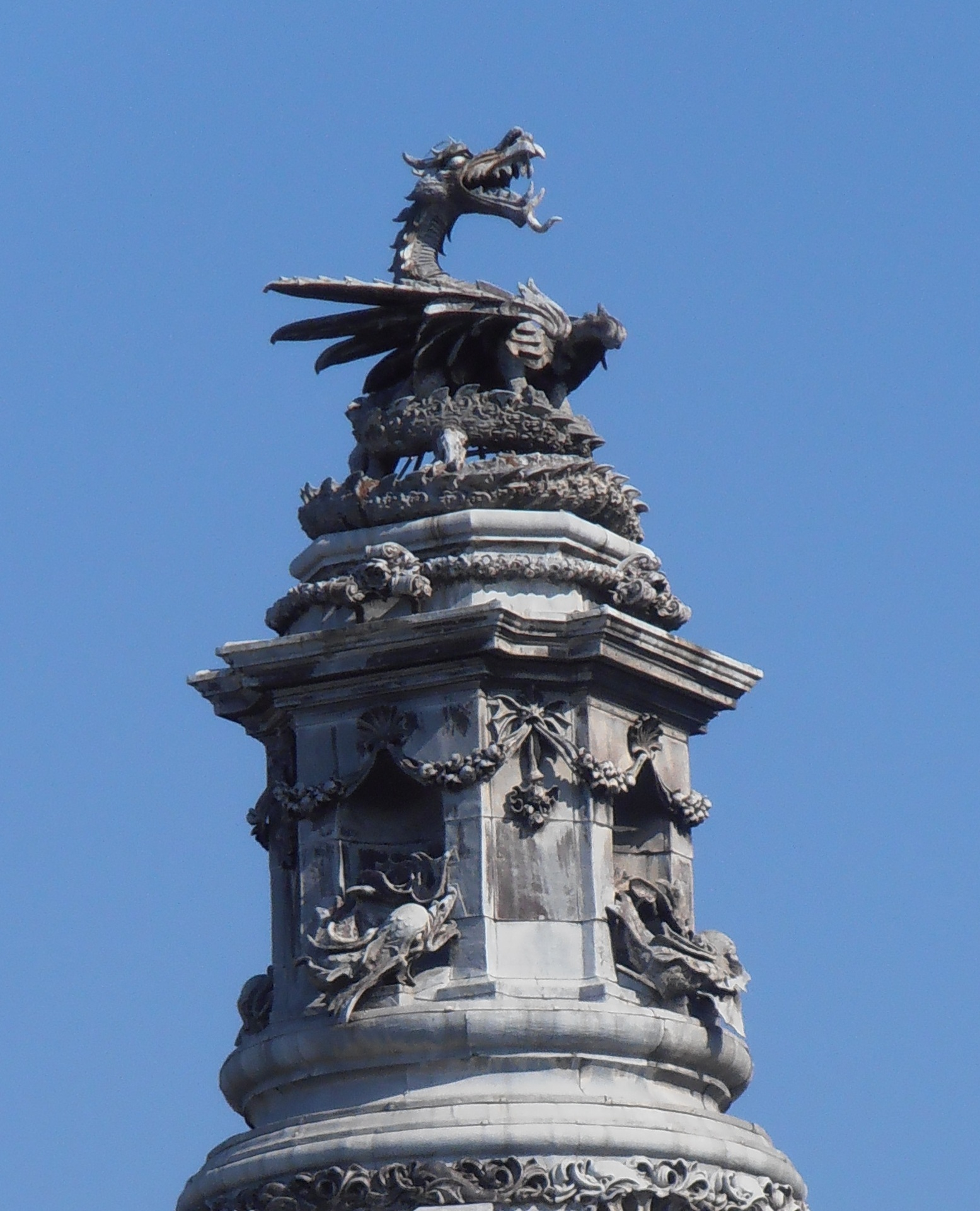
Dragonul, simbolul Țării Galilor

În mare, Țara Galilor este împărțită în două mari zone economice: nord și sud. În nord cea mai importantă ramură a economiei este agricultura, populația fiind mai rară și mai împrăștiată. În sud se practică numeroase ramuri ale industriei, populația fiind mai deasă și urbanizată, cea mai mare parte a ei locuind la oraș.
Cea mai importantă latură a agriculturii practicată de către galezi este creșterea animalelor. În regiunile din nord mulți fermieri cresc oi domestice și vaci. Pe lângă acestea, în sud mai pot fi găsite și crescătorii de porci. În cultura galeză nu se cade ca bărbații să mulgă vacile, lucru fiind văzut ca o umilire la adresa acestora, mulsul vacilor fiind în totalitate practicat de femei. Datorită acestui motiv ciobanii galezi din nord rar au lapte cu ei când merg cu oile la păscut. Nordul țării are cea mai mare producție de carne, în timp ce în sud se pot găsii producții de avenă, hordeum, cartofi și alte legume.
În Evul Mediu, galezii erau cunoscuți ca buni fierari și mineri. Mai târziu au început să se afirme și alte meșteșuguri, cum ar fi țesutul, sculptatul, ceramica, broderia și tricotatul. Ceramica galeză este simplă, nu având prea multe detalii, încă fiind destul de des întâlnită în orașe.

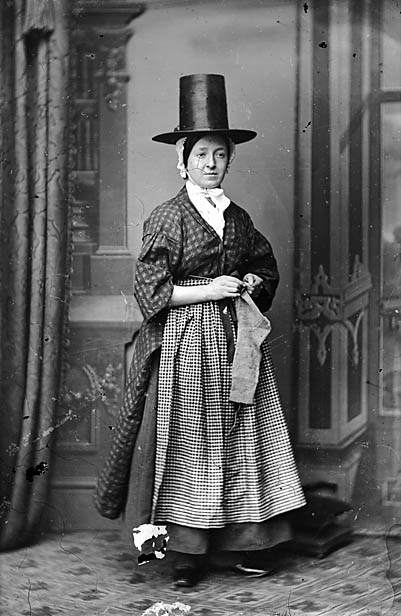
Un exemplu ideal de costum tradițional feminin galez

Locuitorii zonelor rurale trăiesc în ferme sau orașe mici, de cele mai multe ori construite în jurul bisericilor, în timp ce vechile orașe galeze erau construite în formă de stea. Între secolele XVIII și XIX apar noi tipuri de așezări: cele industriale și de minerit. Acestea din urmă nu aveau un plan al orașului prestabilit, nefiind la fel de ordonate ca și cele mai vechi, unele fiind construite în jurul a vreo două străzi centrale. Casele tradiționale galeze tind să fie mai lungi, mai alungite, făcute din cărămidă și piatră, în timp ce clădirile din sud sunt mai moderne, făcute din cadru de fier.
Costumele tradiționale feminine galeze sunt constituite din două fuste, cardigane de culori închise cu mâneci lungi și glugi albe, care în trecut erau brodate cu flori. De sărbători femeile poartă pălării înalte, cilindrice, uneori ascuțite, cu margini lungi. Costumele bărbătești includ pantaloni de piele sau de pânză, cămăși deschise la culoare, cravate colorate, veste cu dungi și jobene cu laturi lungi, ca a le femeilor.
Familiile galeze fac parte dintr-un lung șir de clanuri care se lărgesc prin alăturarea a noi membri în familie, fie prin nașterea acestora sau prin căsătoria celor străini cu membrii ai clanului. Familiile, în cele mai multe cazuri, sunt nucleare, normale, constând din doi părinți căsătoriți și copiii lor.
Mâncarea tradițională galeză este simplă comparativ cu alte bucătării tradiționale, fiind influențată de caracterul rural pe care Țara Galilor l-a avut de-a lungul istoriei sale. Aceasta în mare parte constă din supă cu legume, carne și ovăz, terci de ovăz, carne tocată sau prăjită, legume gătite, etc.
Folclorul galez prezintă epopee (cea mai faimoasă dintre ele fiind cea a Regelui Arthur), balade, imnuri, uneori cântate în coruri. Instrumentele muzicale folclorice galeze includ harpa, vioara și flautul.

## Simboluri naționale
- Drapelul Țării Galilor (Y Ddraig Goch) - Steagul încorporează dragonul roșu, un simbol popular al Țării Galilor și al galezilor, însoțite de culorile roșu, verde și alb, caracteristice dinastiei Tudor. A fost folosit de către Henric al VII-lea al Angliei în timpul Bătăliei de la Bosworth în 1485, înainte de a fi dus în Catedrala Saint Paul din Londra. Dragonul roșu a fost apoi adăugat pe stema regală a familiei pentru a reprezenta originea galeză a acesteia. Drapelul a fost recunoscut pentru prima dată în mod oficial ca reprezentând Țara Galilor în 1959. Ca urmare a faptului că drapelul Regatului Unit nu prezintă nici un simbol al galezilor, drapelul acestora a căpătat o mare popularitate;

Steagul Sfântului David

- Steagul Sfântului David (Baner Dewi Sant) - Format dintr-o cruce galbenă pe un fundal negru, steagul este folosit uneori ca o alternativă pentru cel național, în special de Ziua Sfântului David;
- Dragonul - parte a drapelului național, dragonul este un simbol popular în rândurile galezilor. Cea mai veche folosință a dragonului pentru a reprezenta Țara Galilor se găsește în Historia Brittonum, scrisă în jurul anului 820, cu toate că este populară ideea conform căreia dragonul ar fi fost stindardul Regelui Arthur și a altor cavaleri celtici. După ce Anglia a anexat Țara Galilor, dragonul a apărut în stema regală engleză pentru a reprezenta poporul galez;
- Doamna Galeză (în engleză: Dame Wales) - Doamna Galeză (Mam Cymru) este personificarea națională umanizată a Țării Galilor. Aceasta a fost concepută pentru prima dată de către galezul Joseph Morewood Staniforth. Aceasta este menită să reprezinte vocea maternă a mamei galeze.

## Emigrarea galezilor

Steagul orașului Puerto Madryn, Argentina, inspirat de drapelul Țării Galilor

Încă din cele mai vechi timpuri au existat migrații ale galezilor din Țara Galilor în restul insulelor britanice. În timpul revoluției industriale, mii de galezi au migrat în locuri cum ar fi Liverpool și Ashton-in-Makerfield. Ca urmare a migrărilor, mulți locuitori ai Angliei, Scoției și Irlandei poartă nume și rădăcini galeze.
Coloniștii galezi s-au mutat și în alte părți din Europa, formând mici comunități de sine stătătoare. În timpul secolelor XIX și XX, un mic val de mineri galezi a ajuns în nordul Franței; ca rezultat, orașele din jurul minelor de cărbuni sunt astăzi populate de numeroși francezi de origine galeză, în special în departamentul Pas-de-Calais, dar și în altele. Comunitățile acestora tind să se adune în jurul bisericilor.

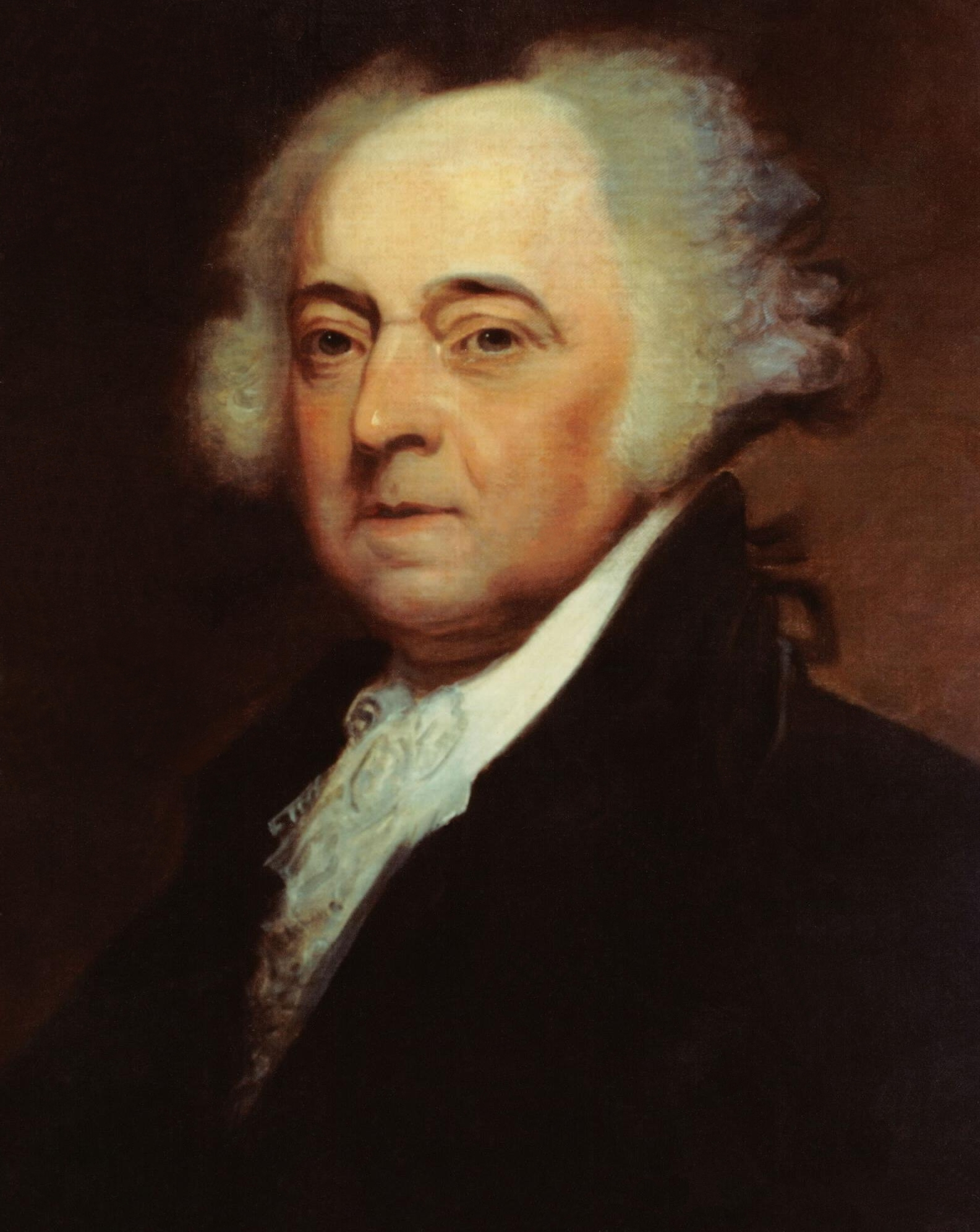
John Adams, al doilea președinte al Statelor Unite ale Americii (1797–1801), al cărui străbunic pe linie paternă, David Adams, născut în Fferm Penybanc, Llanboidy, Carmarthenshire, a imigrat din Țara Galilor în 1675

Coloniștii galezi (și mai târziu și cei din Patagonia) au ajuns în Newfoundland la începutul secolului XIX, întemeind orașe pe coasta Labradorului. În 1819, vaporul Albion a părăsit Cardigan pentru a ajunge la New Brunswick, ducând la bord numeroși galezi către Canada. La bord erau 27 de familii, formate în mare parte din fermieri. În 1852, Thomas Benbow Phillips din Tregaron a înființat o colonie numărând în jur de 100 de galezi în statul brazilian Rio Grande do Sul.
Galezi au imigrat în numere relativ mici (în proporție cu populația, imigrarea irlandezilor în SUA fiind de 26 de ori mai mare) în multe țări, printre care SUA (în special Pennsylvania), Canada și Argentina, în regiunea din Patagonia numită Y Wladfa. Comitatul Jackson din Ohio a fost des denumit "Mica Țară a Galilor" datorită marilor comunități de galezi din zonă. Petru o perioadă au existat chiar și ziare în limba galeză, până în anii 1940 când ultimul dintre aceste ziare, "y Drych", a început să publice definitiv în limba engleză. Orașul Malad City din Idaho, care inițial a fost o colonie de mormoni galezi revendică cea mai mare populație de origine galeză de oriunde din lume afară de Țara Galilor. Liceul local din Malad City se numește "Dragonii din Malad" și folosește adesea steagul Țării Galilor ca stindard oficial. De asemenea, galezii au mai emigrat și în Australia și Noua Zeelandă.
În jur de 1.75 milioane de americani susțin că sunt de origine galeză, asemenea a 458,705 de canadieni în recensământul populației din Canada din 2011, comparați cu 2.9 milioane de locuitori din Țara Galilor (conform recensământului din 2001).
Conform unei legende (a cărei credibilitate este pusă la îndoială, neputând fi dovedită), mandanii, un popor de amerindieni din SUA, sunt de fapt imigranți galezi care au ajuns în America de Nord sub comanda prințului Madoc în 1170, cu mult înainte ca exploratorul Cristofor Columb să fi descoperit America.
Orașul Donețk din Ucraina a fost fondat în 1869 de către un afacerist galez, John James Hughes (un inginer din Merthyr Tydfil), care a construit o fabrică de oțel și câteva mine de cărbuni în zonă. Orașul a fost numit inițial Yuzovka (rusă Юзовка), numele aducând aminte de fondatorul său ("Yuz" fiind o aproximare în rusă pentru Hughes).
Fostul prim-ministru Australian Julia Gillard s-a născut în Barry, în Țara Galilor. După ce a suferit de bronhopneumonie în copilărie părinții eu au fost informați de faptul că viața într-un climat mai cald i-ar grăbi vindecarea. Astfel familia viitoarei politiciene laburiste s-a mutat în Australia, in Adelaide. 
Foarte mulți imigranți locuiesc în prezent în Țara Galilor, majoritatea dintre ei fiind din Comunitatea Națiunilor, în special din Africa, Caraibe și Asia de sud. Mai nou au apărut imigranți și din numeroase țări din Europa centrală și de est, ca rezultat al Uniunii Europene, în special din Polonia.

## Galezi faimoși

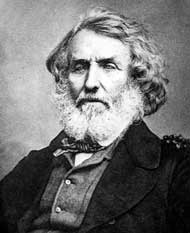
George Everest, geograf
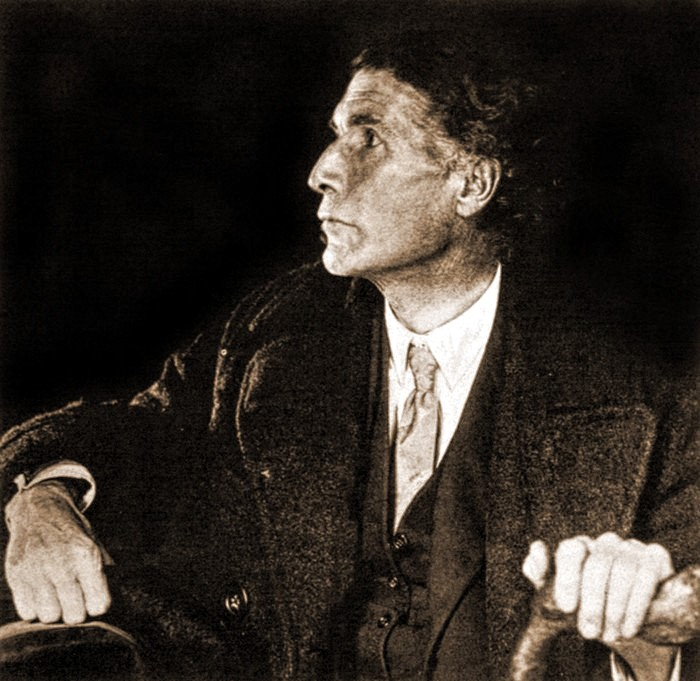
John Cowper Powys, filozof
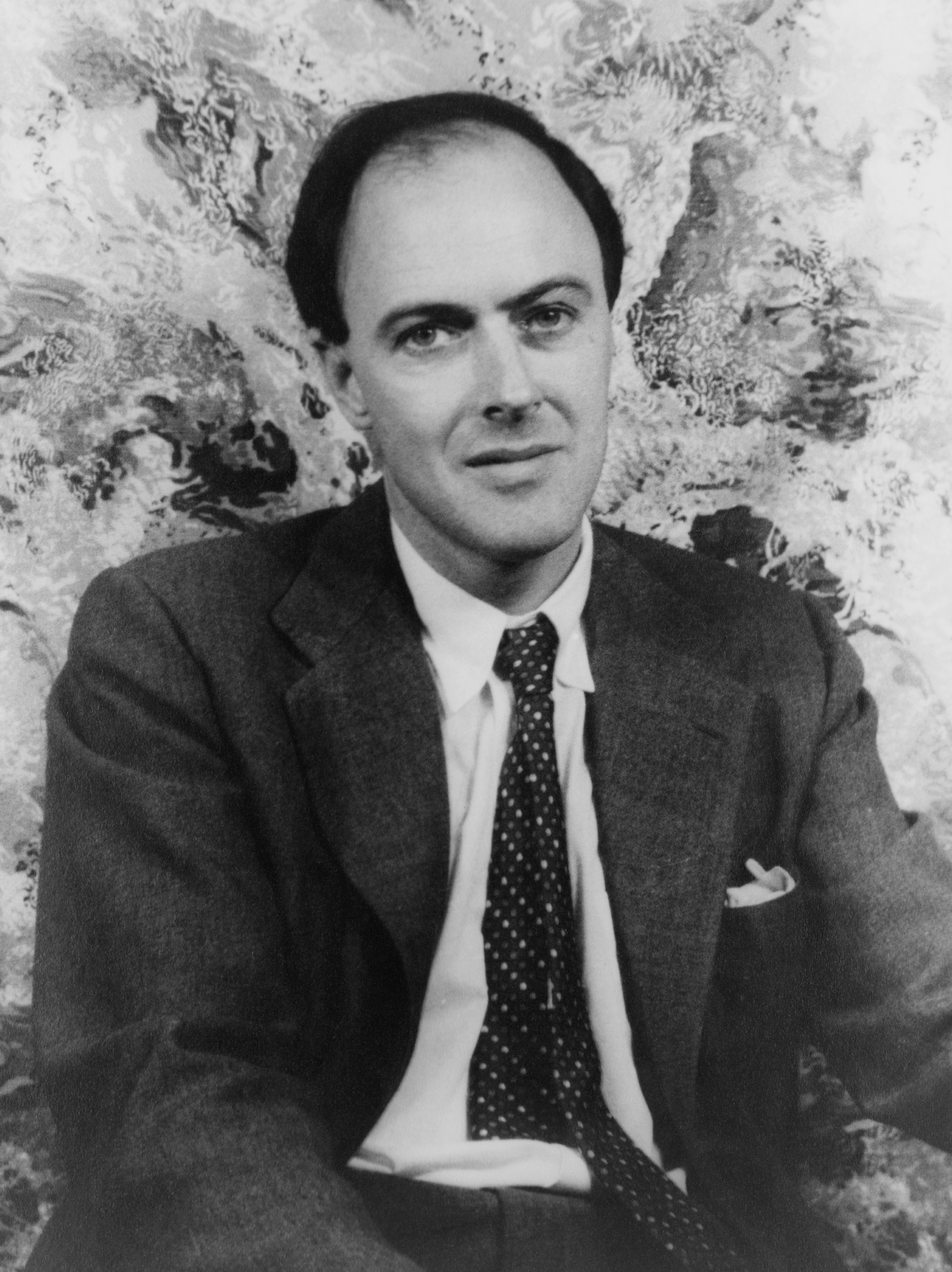
Roald Dahl, scriitor
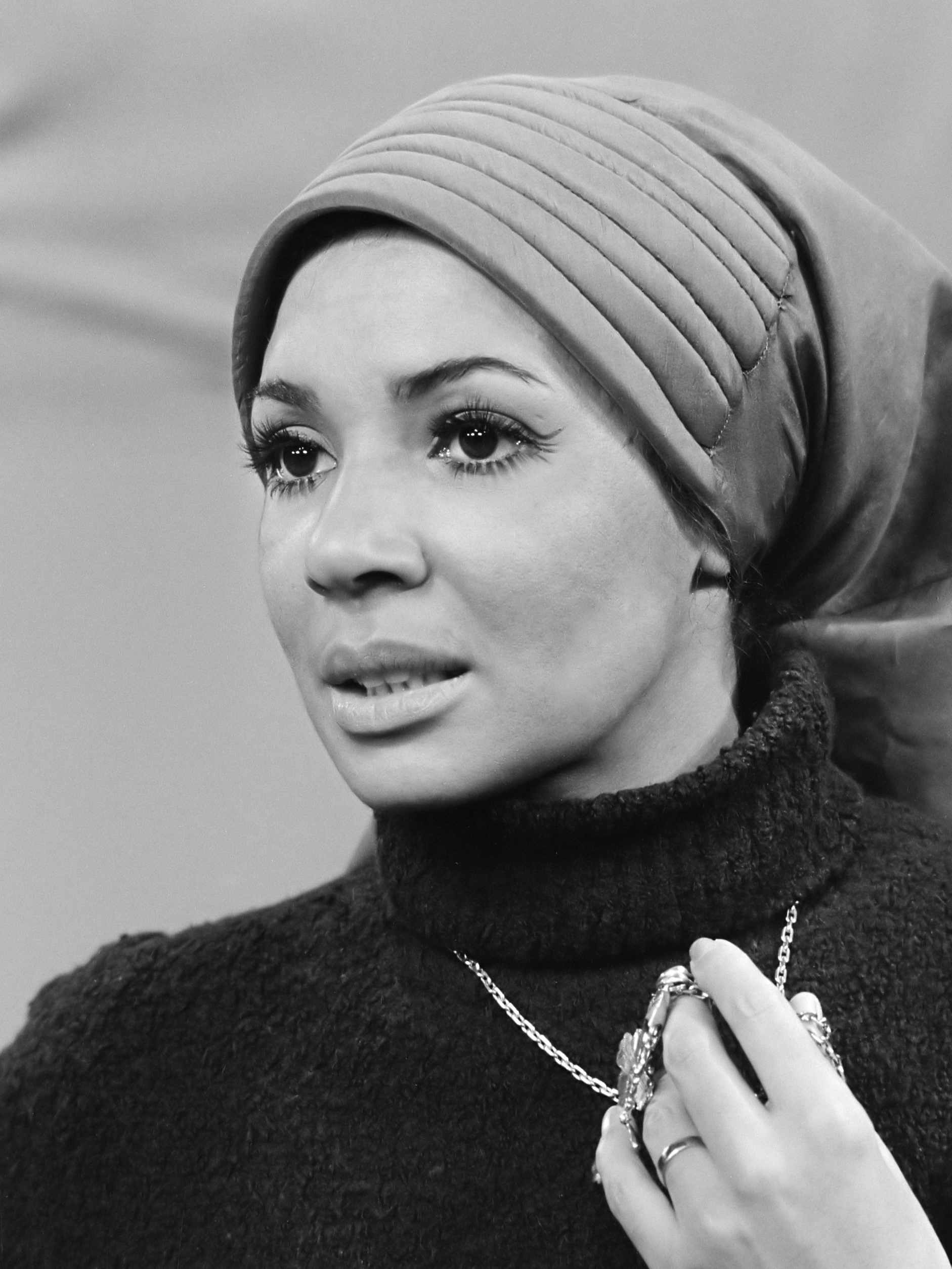
Shirley Bassey, cântăreață
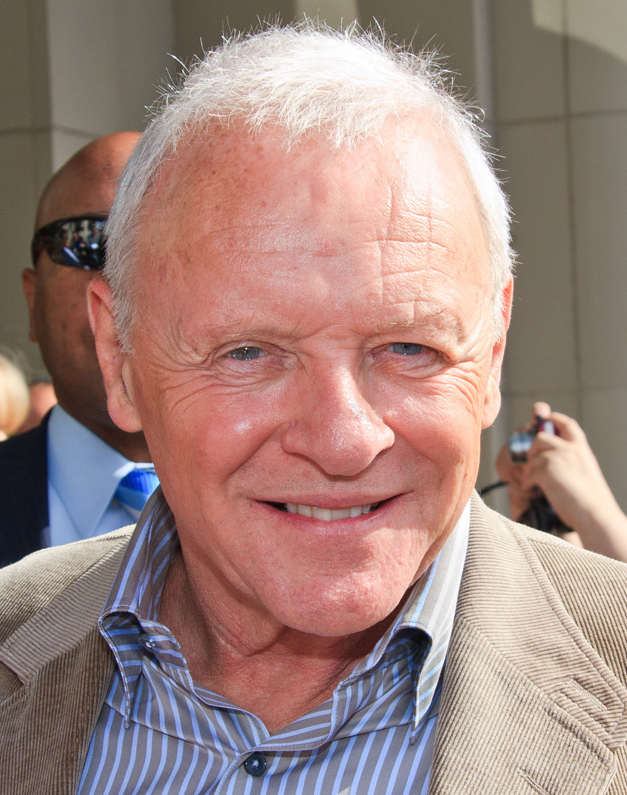
Anthony Hopkins, actor
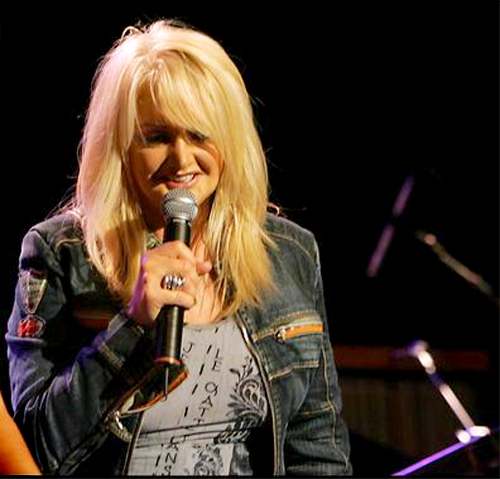
Bonnie Tyler, cântăreață
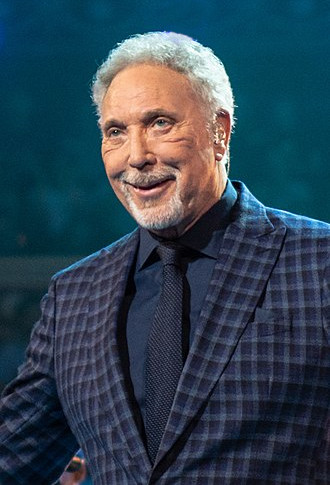
Tom Jones, cântăreț
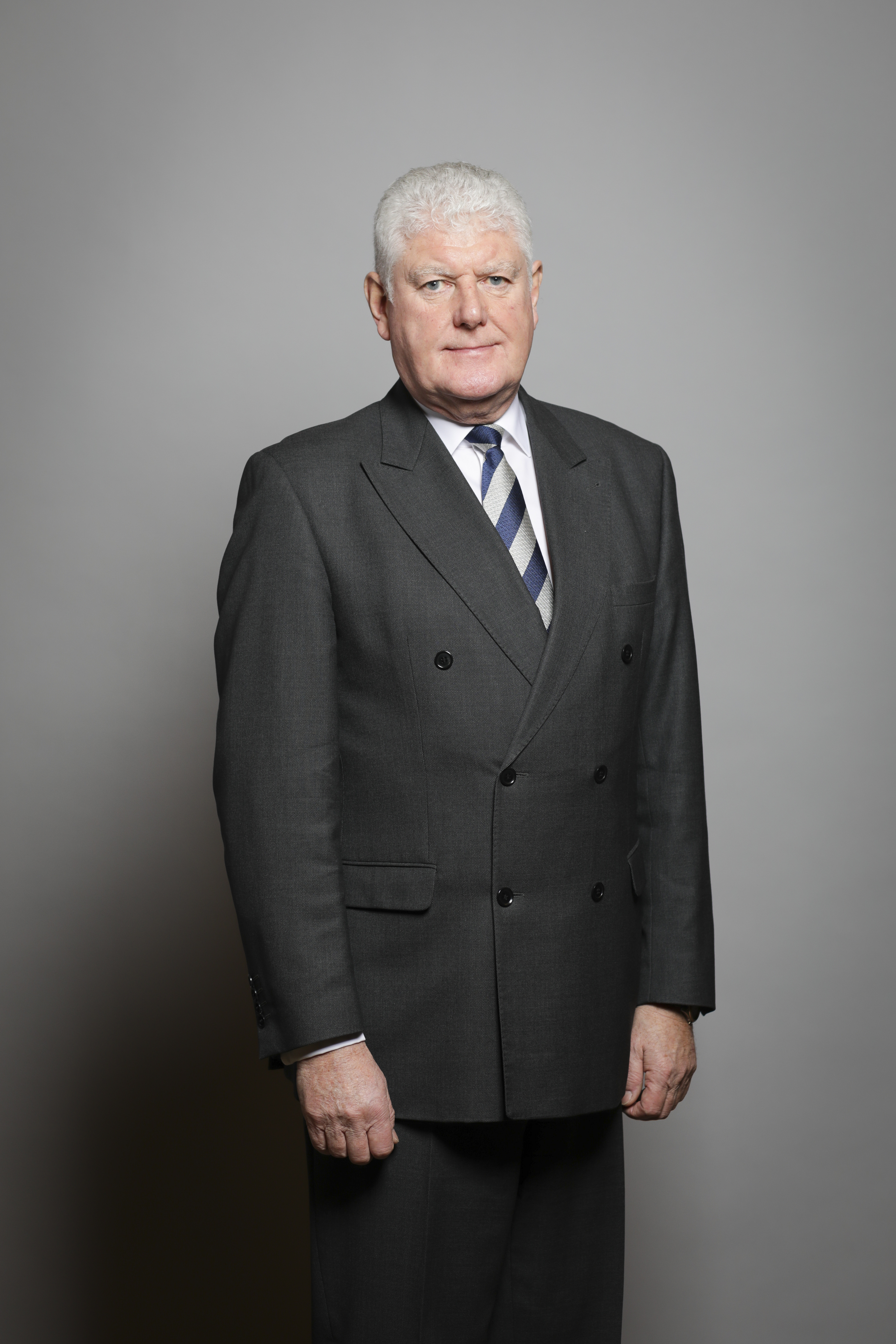
Byron Davies, om politic
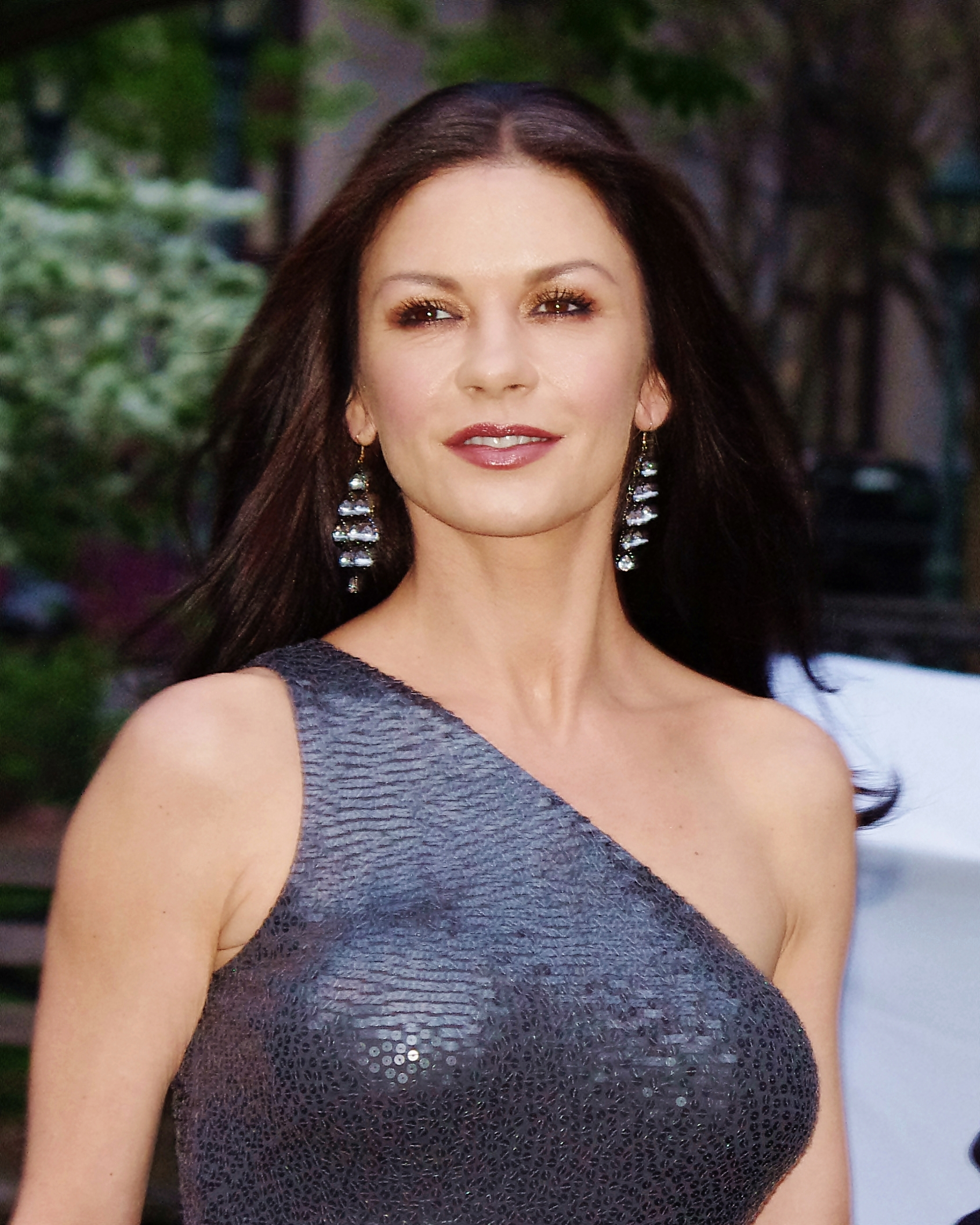
Catherine Zeta-Jones, cântăreață, actriță și dansatoare
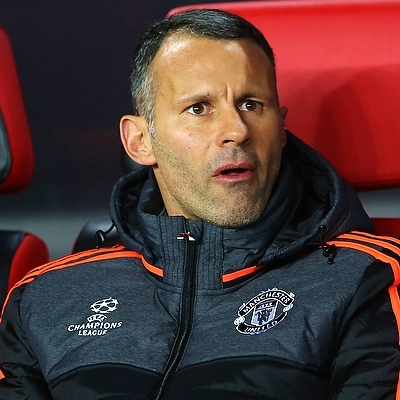
Ryan Giggs, fotbalist
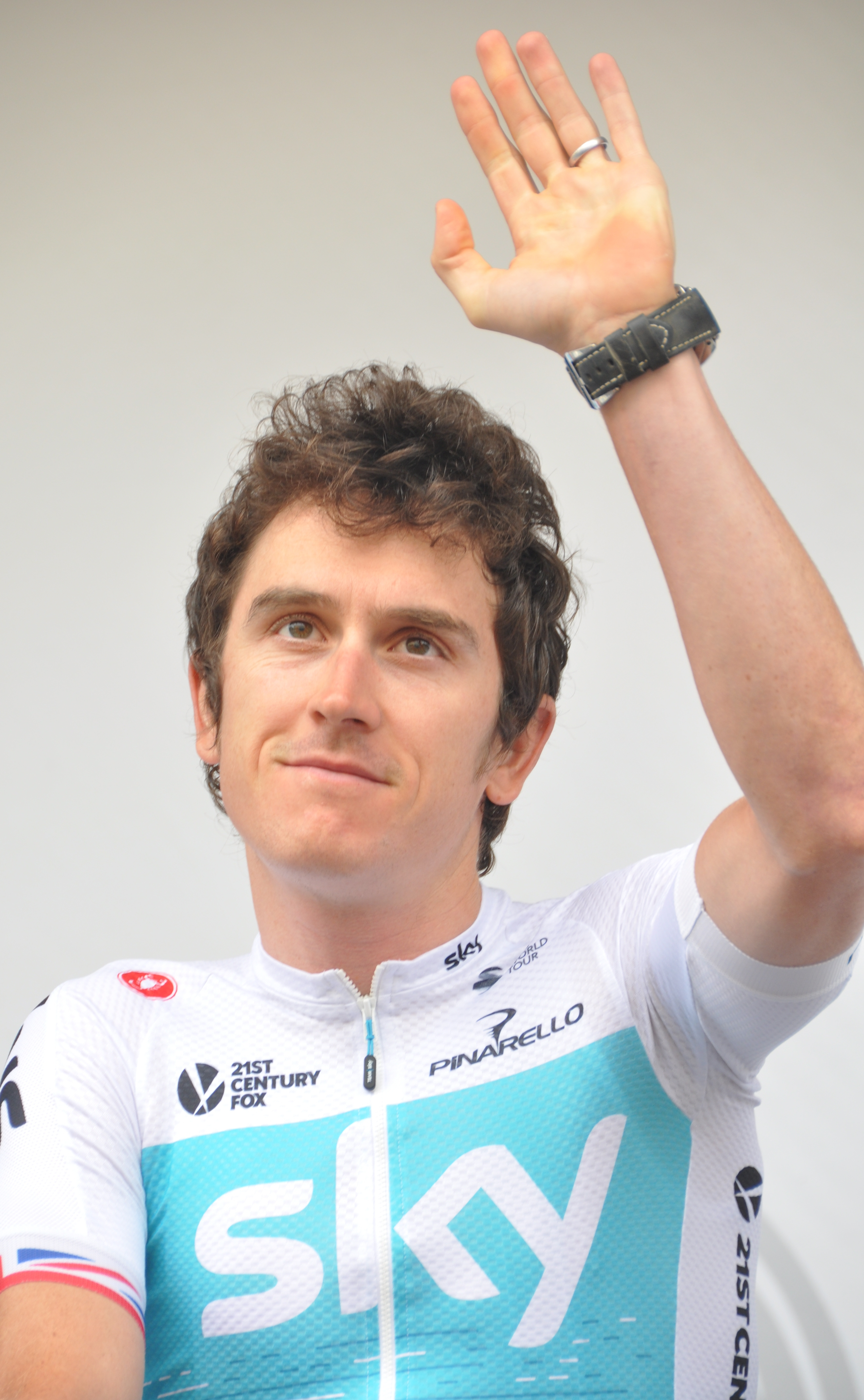
Geraint Thomas, ciclist
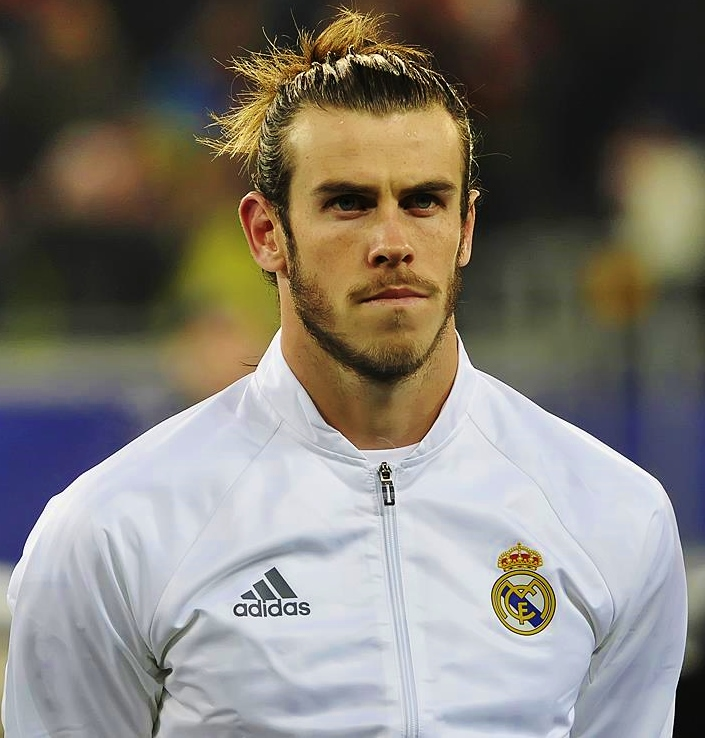
Gareth Bale, fotbalist
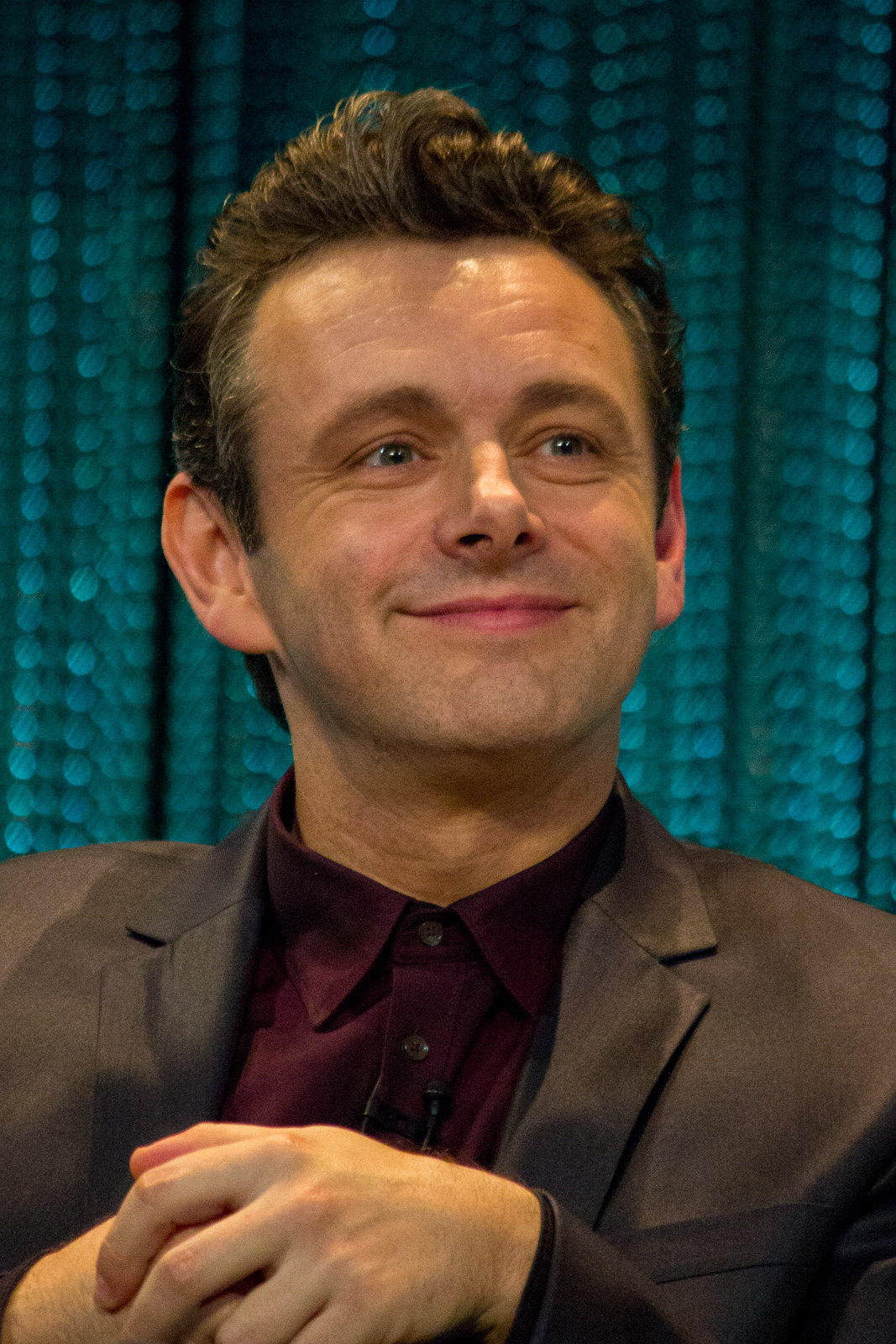
Michael Sheen, actor
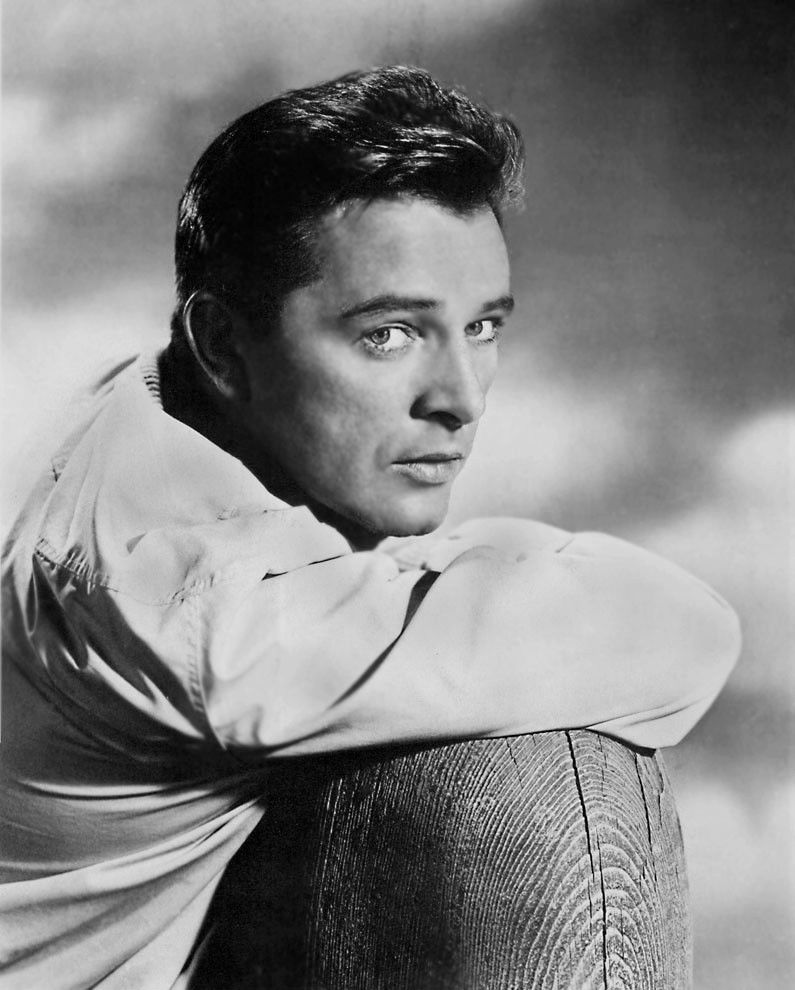
Richard Burton, actor
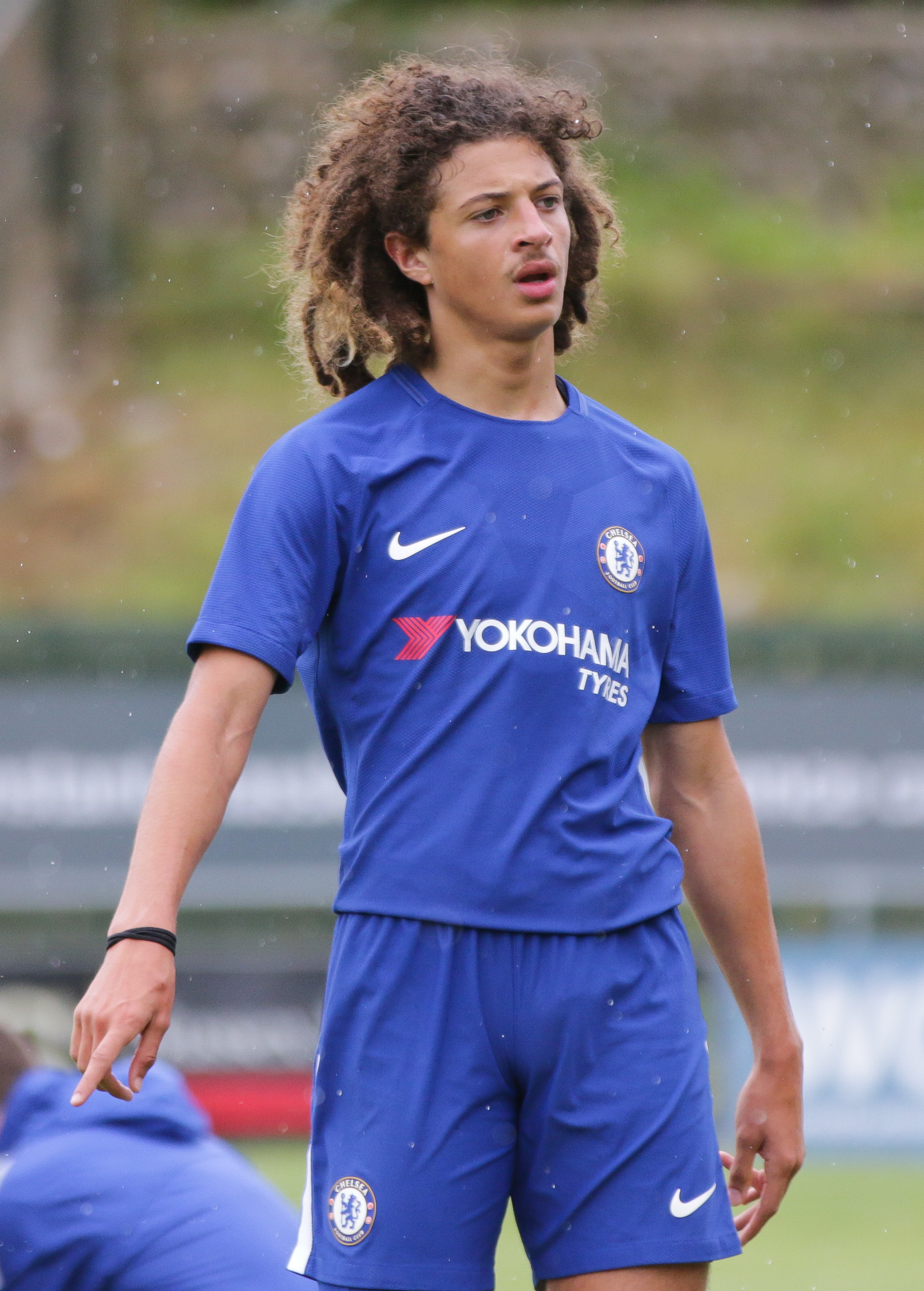
Ethan Ampadu, fotbalist
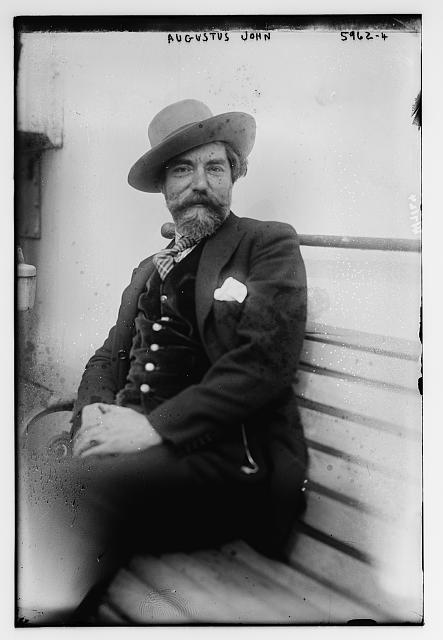
Augustus John, pictor